# 弗吉尔·希尔
弗吉尔·希尔（英語：Virgil Hill，1964年1月18日—），美国男子拳击运动员。他曾代表美国参加1984年夏季奥林匹克运动会拳击比赛，获得男子75公斤级银牌。他在奥运后成为职业选手。